# Palacio de Justicia del Condado de Uinta
El Palacio de Justicia del Condado de Uinta en Evanston, Wyoming (Estados Unidos) es el edificio de juzgados más antiguo de Wyoming y una de las estructuras permanentes más antiguas de Wyoming. Construida en tres etapas, la primera fase fue una cárcel de dos pisos, construida en 1873. Se amplió con instalaciones judiciales al año siguiente, y en 1910 se construyó la parte principal de la estructura del Renacimiento georgiano con la fachada actual. Cada fase mostró una creciente atención al detalle y al ornamento.
La cárcel original de 1873 y el juzgado de 1874 fueron construidos por los contratistas de Evanston Harvey Booth y William McDonald, con la ayuda del albañil William Durnford. McDonald también fue presidente de la Comisión del condado de Uinta; su contrato estipulaba que el trabajo no costaría más de $ 25,000. La adición de 1910 fue realizada por el contratista de Evanston WH Armstrong por $ 24,000.
La sección frontal actual del palacio de justicia es una estructura de ladrillo, de dos pisos de altura, con esquinas entrecruzadas y un pórtico central. El pórtico está sostenido por dos columnas jónicas de piedra sin estriar, respaldadas por dos pilastras jónicas encajadas del mismo material en el edificio mismo. El palacio de justicia tiene cubierta de tejas con cornisa dentada. Los muros de mampostería de la parte del complejo de 1873-1874 han sido teñidos de rojo por una mezcla que supuestamente contiene sangre de matadero y cerveza rancia.
En 1887, Pauly Jail Building and Manufacturing Company de St. Louis construyó una nueva cárcel en las cercanías. Este edificio fue demolido en 1976 para dar paso a una nueva instalación de seguridad pública. La nueva cárcel permitió que el juzgado ampliara su oficina y espacio de almacenamiento.
El palacio de justicia del condado de Uinta se incluyó en el Registro Nacional de Lugares Históricos en 1977. 